# Acacia wilhelmiana
Acacia wilhelmiana är en ärtväxtart som beskrevs av Ferdinand von Mueller. Acacia wilhelmiana ingår i släktet akacior, och familjen ärtväxter. Inga underarter finns listade i Catalogue of Life.